# Brian Oliver
Brian Darnell Oliver (Chicago, Illinois, 1 de junio de 1968) es un exjugador de baloncesto estadounidense con pasaporte italiano que jugó cuatro temporadas en la NBA, además de hacerlo en la CBA, en la liga italiana, la liga israelí y la liga griega. Con 1,93 metros de estatura, lo hacía en la posición de escolta.

## Trayectoria deportiva

### Universidad
Tras haber disputado en 1986 el prestigioso McDonald's All American Game, jugó durante cuatro temporadas con los Yellow Jackets del Instituto Tecnológico de Georgia, en las que promedió 14,6 puntos, 4,8 rebotes y 4,2 asistencias por partido. En su última temporada fue incluido en el segundo mejor quinteto de la Atlantic Coast Conference y elegido mejor jugador del torneo de conferencia, llevando a su equipo a la Final Four de la NCAA, formando junto a Dennis Scott y Kenny Anderson el denominado "Lethal Weapon 3". Es el único jugador en la historia de los Yellow Jackets en conseguir al menos 1.800 puntos, 600 rebotes (612) y 500 (538) asistencias.

### Profesional
Fue elegido en la trigésimo segunda posición del Draft de la NBA de 1990 por Philadelphia 76ers, donde jugó dos temporadas, siendo la más destacada la primera, en la que fue titular en 4 partidos, y que promedió 3,8 puntos y 1,2 asistencias por encuentro.
Tras quedarse sin equipo, en 1992 ficha por los Rockford Lightning de la CBA, donde jugaría dos temporadas, sólo interrumpidas por dos contratos no consecutivos de 10 días que firmó con Washington Bullets en la temporada 1994-95, jugando un total de 6 partidos, en los que promedió 2,3 puntos.
En 1995 se marcha a jugar al Maccabi Rishon LeZion de la liga israelí, y al año siguiente recalaría en el Viola Reggio Calabria de la Seria A1 italiana, donde se proclama máximo anotador de la liga, con 735 puntos, 29,4 por partido. Al año siguiente firma con el Polti Cantù, pero en el mes de febrero recibe la llamada de los Atlanta Hawks, donde apenas disputa 5 partidos.
En 1998 ficha por el AE Apollon Patras de la liga griega para regresar a Calabria al año siguiente, con el equipo en la Serie A2, pero que consigue ascender esa misma temporada, con 22,7 puntos por partido de Oliver.
En 2001, ya con 33 años, ficha por el Pallacanestro Messina de la LegADue, prolongando su carrera hasta 2007 jugando en diversos equipos de la segunda categoría del baloncesto italiano.

## Estadísticas de su carrera en la NBA

### Temporada regular
| Temporada | Edad | Equipo             | Liga | P   | TIT | MIN  | TC  | TCA | %TC  | 3P  | 3PA | %3P  | TL  | TLA | %TL  | R.OF. | R.DEF. | REB | ASIS | ROB | TAP | PER | FP  | PTS |
| 1990-91   | 22   | Philadelphia 76ers | NBA  | 73  | 4   | 11.0 | 1.5 | 3.7 | .408 | 0.1 | 0.2 | .278 | 0.7 | 1.0 | .732 | 0.2   | 0.8    | 1.1 | 1.2  | 0.5 | 0.1 | 0.7 | 1.0 | 3.8 |
| 1991-92   | 23   | Philadelphia 76ers | NBA  | 34  | 0   | 8.2  | 1.0 | 2.9 | .330 | 0.0 | 0.1 | .000 | 0.4 | 0.6 | .682 | 0.3   | 0.6    | 0.9 | 0.6  | 0.3 | 0.1 | 0.7 | 1.0 | 2.4 |
| 1994-95   | 26   | Washington Bullets | NBA  | 6   | 0   | 7.0  | 0.7 | 1.5 | .444 | 0.0 | 0.0 |      | 1.0 | 1.3 | .750 | 0.0   | 0.7    | 0.7 | 0.7  | 0.0 | 0.0 | 0.5 | 1.3 | 2.3 |
| 1997-98   | 29   | Atlanta Hawks      | NBA  | 5   | 0   | 12.2 | 1.4 | 3.8 | .368 | 0.0 | 0.0 |      | 0.2 | 0.8 | .250 | 0.6   | 1.2    | 1.8 | 0.4  | 0.2 | 0.0 | 0.2 | 0.8 | 3.0 |
| Total     |      |                    | NBA  | 118 | 4   | 10.0 | 1.3 | 3.4 | .388 | 0.0 | 0.2 | .227 | 0.6 | 0.9 | .705 | 0.3   | 0.8    | 1.0 | 1.0  | 0.4 | 0.1 | 0.7 | 1.0 | 3.3 |

### Playoffs
| Temporada | Edad | Equipo             | Liga | P | MIN | TCA | TC | 3PA | 3P | TLA | TL | R.OF. | REB | ASIS | ROB | TAP | PER | FP | PTS | %TC  | %3P | %FT   | MIN | PTS | REB | AST |
| 1990-91   | 22   | Philadelphia 76ers | NBA  | 4 | 15  | 2   | 6  | 0   | 0  | 2   | 2  | 0     | 0   | 1    | 1   | 0   | 0   | 4  | 6   | .333 |     | 1.000 | 3.8 | 1.5 | 0.0 | 0.3 |
| Total     |      |                    | NBA  | 4 | 15  | 2   | 6  | 0   | 0  | 2   | 2  | 0     | 0   | 1    | 1   | 0   | 0   | 4  | 6   | .333 |     | 1.000 | 3.8 | 1.5 | 0.0 | 0.3 |

## Logros individuales
- Máximo anotador de la CBA (1994).
- Máximo anotador de la liga italiana (1997).